# Trini Dem Girls
A Trini Dem Girls című dal Nicki Minaj és LunchMoney Lewis közös dala, melynek Dr Luke és Cirkut volt a producere. A dal Minaj The Pinkprint című albumán található.

## Megjelenések
Digitális letöltés  Cash Money Records 
1. Trini Dem Girls - 3:15

Featuring – LunchMoney Lewis

## Élő előadások
Nicki Minaj ezzel a dallal nyitotta meg a 2015-ös MTV Video Music Awards-ot, és a The Night Still Young című dalt énekelt Taylor Swift mellett.

## Slágerlista
| Slágerlista (2015)                          | Helyezések |
| ------------------------------------------- | ---------- |
| Amerikai Egyesült Államok (Billboard)       | 26         |
| Amerikai Egyesült Államok (Hot R&B Hip-Hop) | 1          |